# Großmonra
Großmonra ist ein Ortsteil der Stadt Kölleda im Landkreis Sömmerda in Thüringen.

## Geografie
Großmonra liegt am Südrand der Schmücke im nordöstlichen Thüringer Becken. Durch den Ort fließt der aus der Hohen Schrecke kommende Hirschbach, östlich liegt der 305 Meter hohe Berg Meisel. Von Norden im Uhrzeigersinn grenzen folgende Orte an Großmonra: Burgwenden, Ostramondra, Backleben, Battgendorf, Beichlingen.

## Geschichte
Der Ortsbereich war bereits in der Jungsteinzeit besiedelt. Nördlich des Dorfes lag die vor- und frühgeschichtliche große Wallburg Monraburg sowie die Wendenburg. Von ihr leitet sich wohl auch der Name Großmonra ab. Großmonra wurde am 1. Mai 704 erstmals als Monhore in einer Schenkungsurkunde des thüringischen Herzogs Hedan II. an den Missionar und Bischof Willibrord von Utrecht zusammen mit Mulenberge (Mühlberg) und Arnestati (Arnstadt) erwähnt und ist damit urkundlich einer der drei ältesten Orte Thüringens.
Die bronzezeitliche Burg befestigten die Franken und gründeten am Fuß des Berges einen Wirtschaftshof, den sie „curtis Monhore“ nannten. Diesen schenkte der in Würzburg residierende Herzog Heden am 1. Mai 704 dem Bischof Willibrord von Utrecht. Im 10. Jahrhundert kam der Komplex an das Mainzer Petersstift. Die Bedeutung der Befestigung hat wohl schnell nachgelassen, denn es wurde nur noch die Kapelle genutzt und die Steine der anderen Anlagen wurden für den Bau des nahe gelegenen Schlosses Beichlingen verwendet. Die Stelle der Burg ist jetzt noch von hohen Erdwällen umschlossen. Die umschlossene Fläche ist 5 ha groß. Die Stelle der Kapelle ist nachweisbar.
Ende des 16. Jahrhunderts litt Großmonra unter der Pestseuche, im 18. Jahrhundert wurde es zweimal von verheerenden Bränden heimgesucht.
Großmonra war im Mittelalter lange im Besitz des Erzbistums Mainz, dann hatten die Erfurter Stifte St. Marien und St. Severi viel Besitz in dem Ort. Großmonra war ein Bauerndorf, es wurden Ackerbau und Viehzucht betrieben, zeitweise wurde auch Wein angebaut. 1688 bis 1690 errichtete man die jetzige evangelische Kirche St. Peter und Paul, die seitdem mehrmals restauriert wurde.
Der Ort gehörte bis 1815 als Exklave zum kursächsischen Amt Weißensee. Durch die Beschlüsse des Wiener Kongresses kam er zu Preußen und wurde 1816 wie seine Nachbarorte dem Landkreis Eckartsberga im Regierungsbezirk Merseburg der Provinz Sachsen zugeteilt, zu dem er bis 1944 gehörte.
1840 verlobte sich Ferdinand Freiligrath in Großmonra mit Ida Melos, einer Tochter des Ortes. Die Hochzeit fand dann 1841 in der Schlosskirche des benachbarten Großneuhausen statt.
Während des Zweiten Weltkrieges mussten Frauen und Männer aus Polen in der Landwirtschaft Zwangsarbeit verrichten.
Am 1. Juli 1950 wurden die bis dahin eigenständigen Gemeinden Backleben und Burgwenden eingegliedert.
In den 1990er Jahren erfolgte die letzte Erneuerung der Kirche, auch eine Dorfsanierung, Ausbau von Straßen und Kanalisation sowie der Neubau eines Telefonnetzes.
Die Gemeinde Großmonra wurde am 31. Dezember 2012 in die Stadt Kölleda eingegliedert. Zu Großmonra gehörten die Ortschaften Backleben und Burgwenden.

### Einwohnerentwicklung
Entwicklung der Einwohnerzahl der Gemeinde Großmonra:
| - 1994 – 1003 - 1995 – 1002 - 1996 – 1011 - 1997 – 1012 - 1998 – 1064 - 1999 – 1062 | - 2000 – 1044 - 2001 – 1045 - 2002 – 1039 - 2003 – 1038 - 2004 – 1024 - 2005 – 0997 | - 2006 – 987 - 2007 – 978 - 2008 – 954 - 2009 – 954 - 2010 – 947 - 2011 – 902 |

 Datenquelle: Thüringer Landesamt für Statistik

### Bürgermeister
Der letzte ehrenamtliche Bürgermeister Udo Hoffmann wurde am 26. Juni 2004 gewählt. Seit dem 26. Mai 2024 ist der ehrenamtliche Ortsteilbürgermeister Rainer Büchse, der sich mit 345 Stimmen gegen Uwe Triebel (142 Stimmen) durchsetzte.

### Information
In Großmonra erscheint regelmäßig ein Monnersches Meiselmagazin.

## Sehenswürdigkeiten
- Dorfkirche St. Peter und Paul
- Stattliche Höfe und
- Fachwerkhäuser in erhaltenem Dorfbild
- Burg Rabenswalde, Burgruine

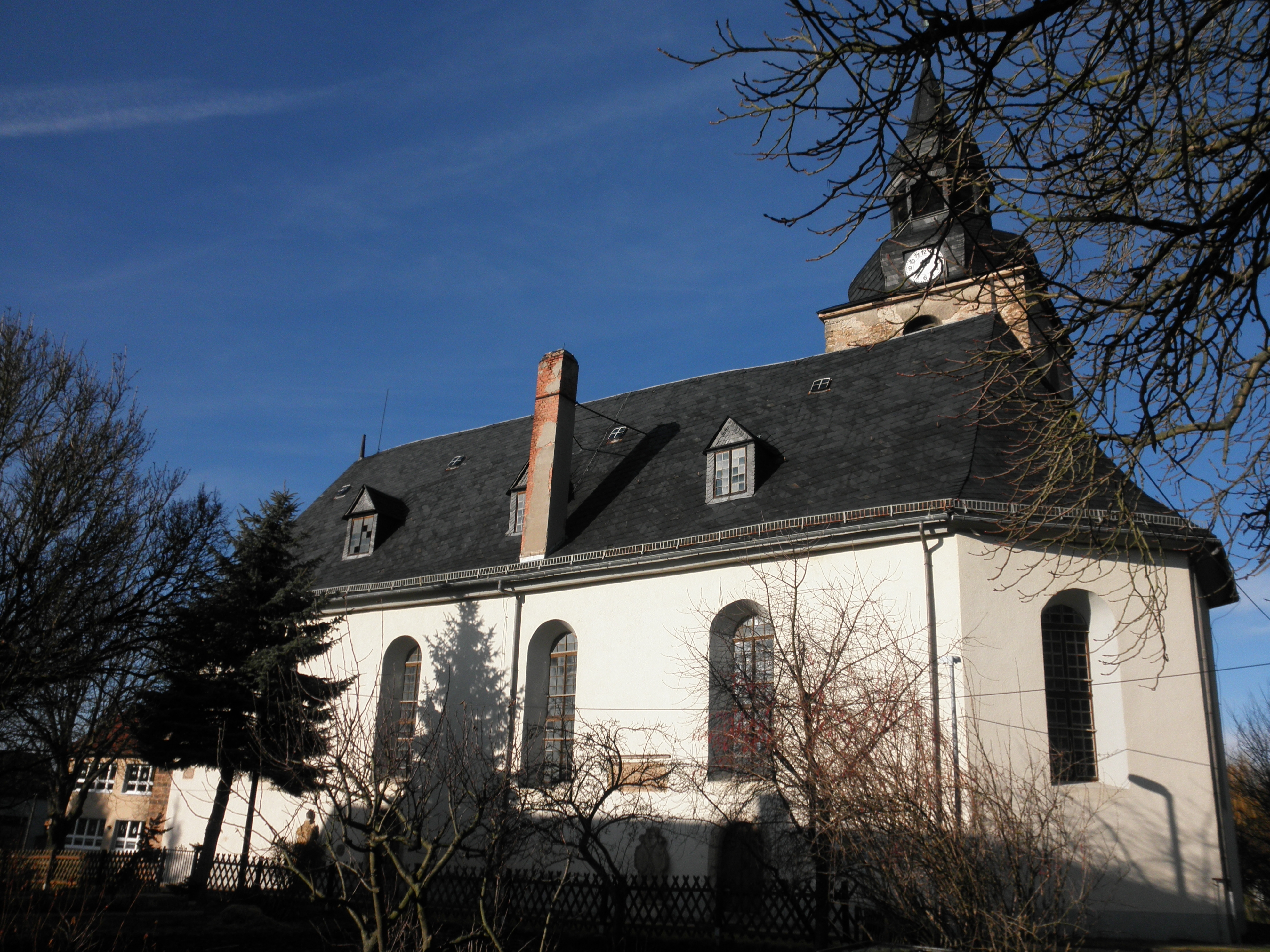
Kirche St. Peter und Paul in Großmonra
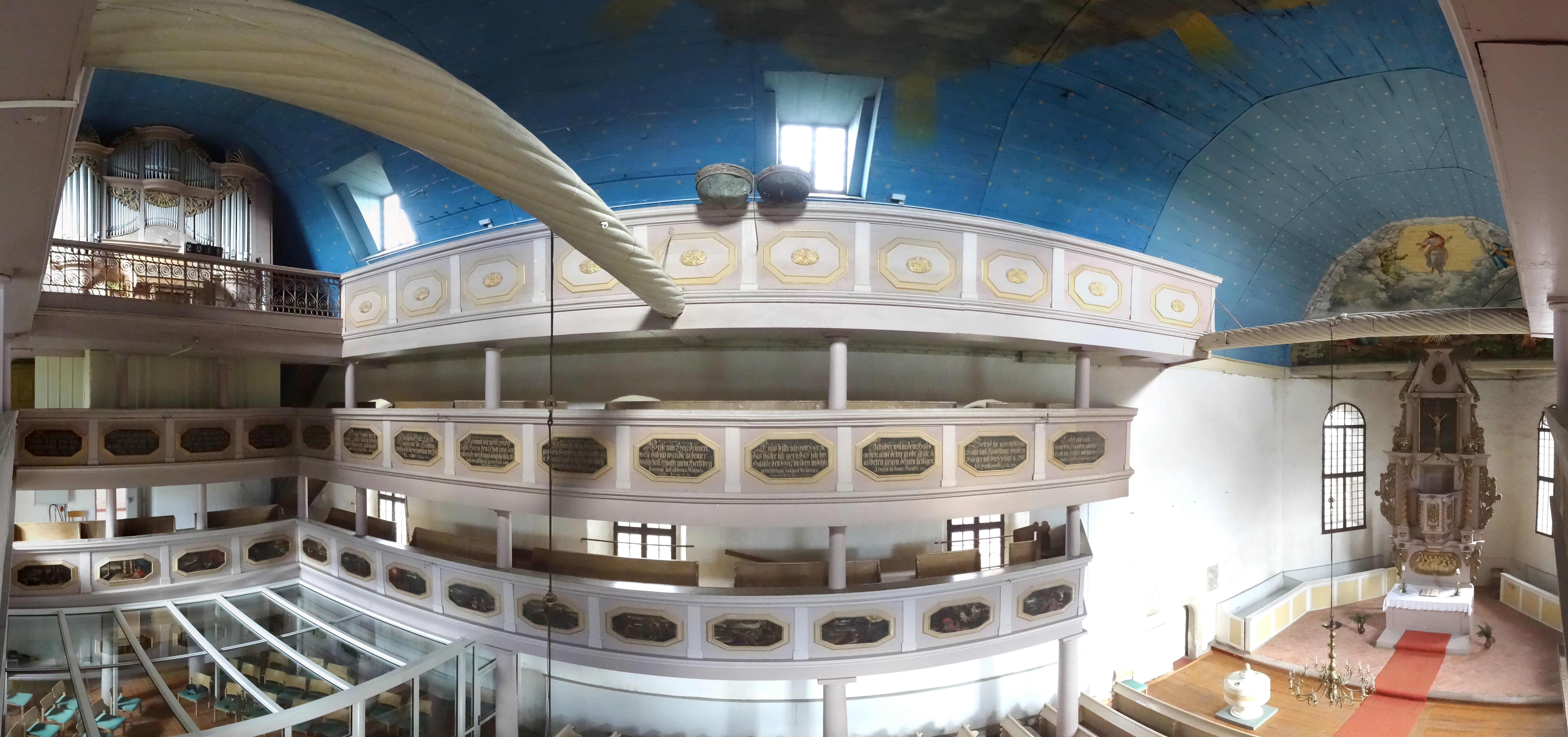
Innenraumpanorama St. Peter und Paul
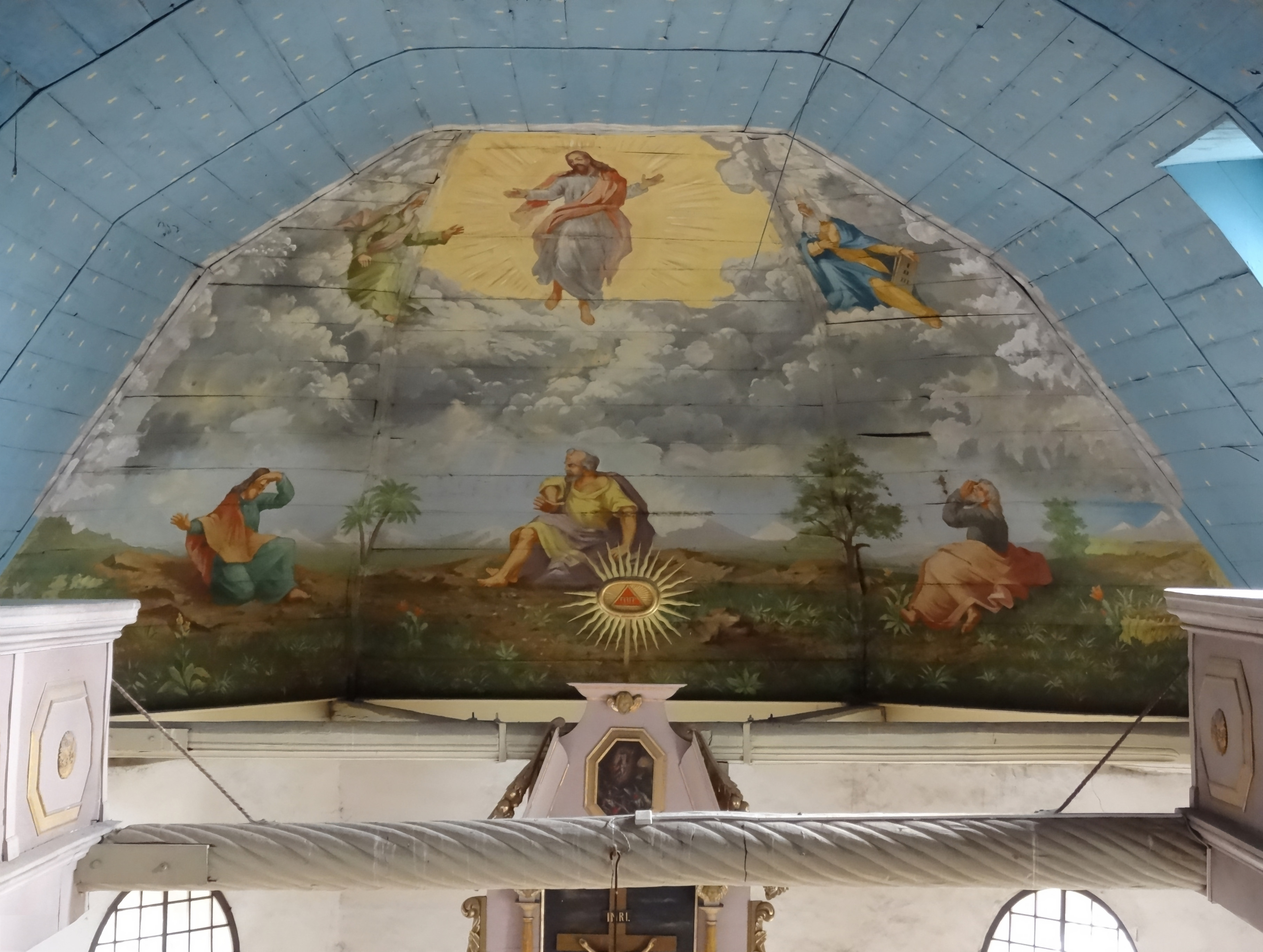
Deckenbild in St. Peter und Paul
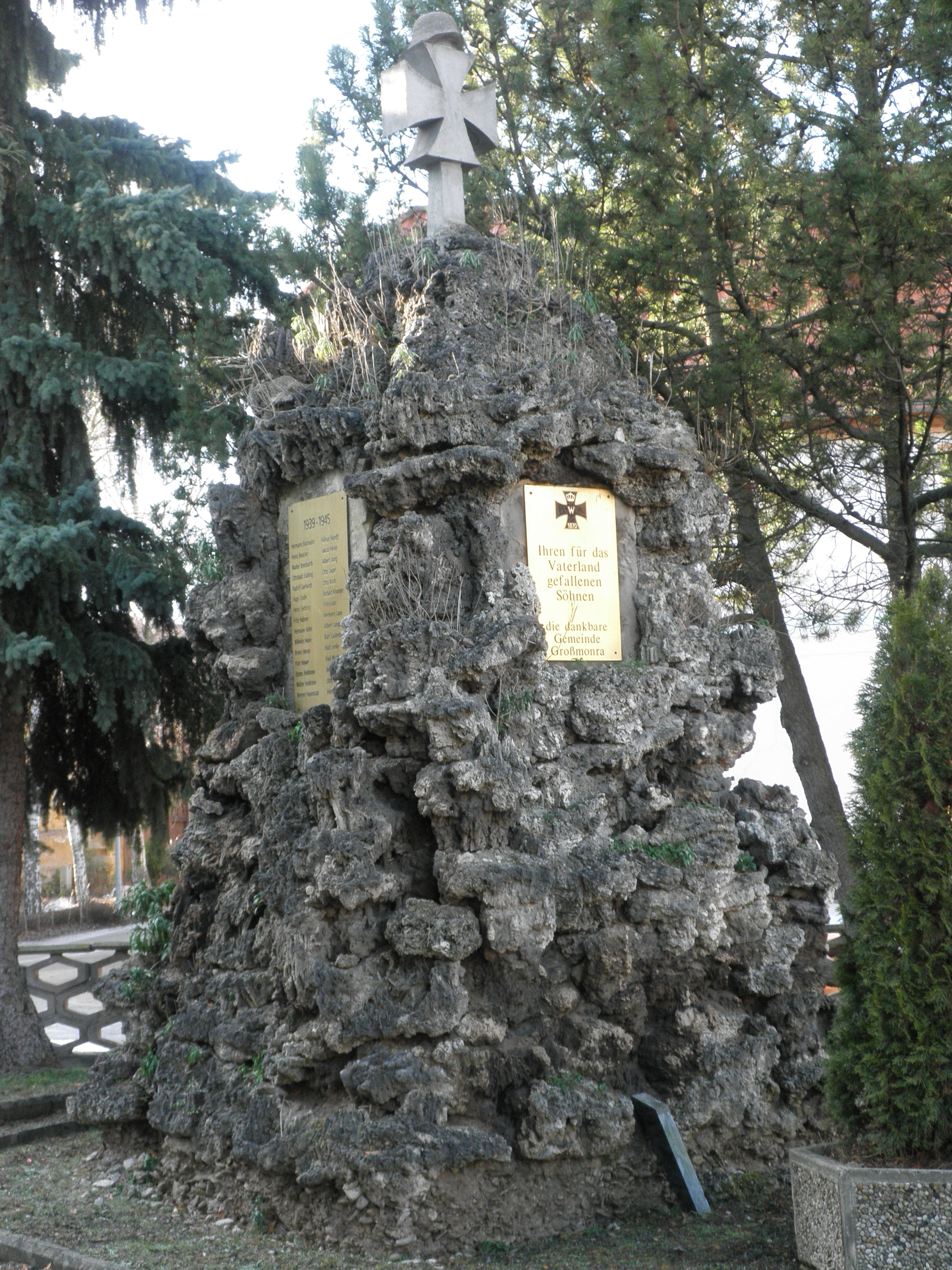
Kriegerdenkmal in Großmonra
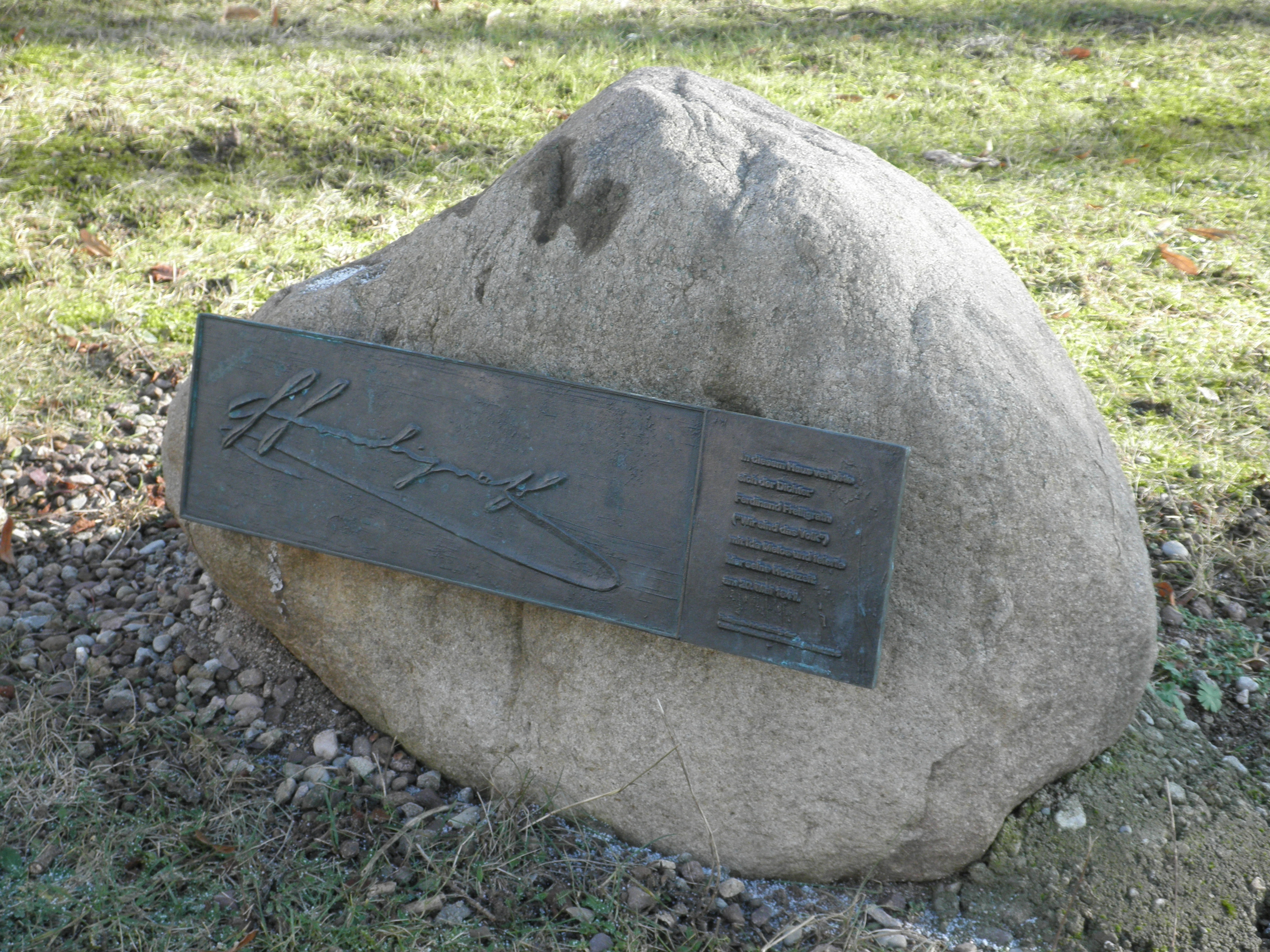
Erinnerung an Freiligraths Verlobung 1840 in Großmonra mit Ida Melos
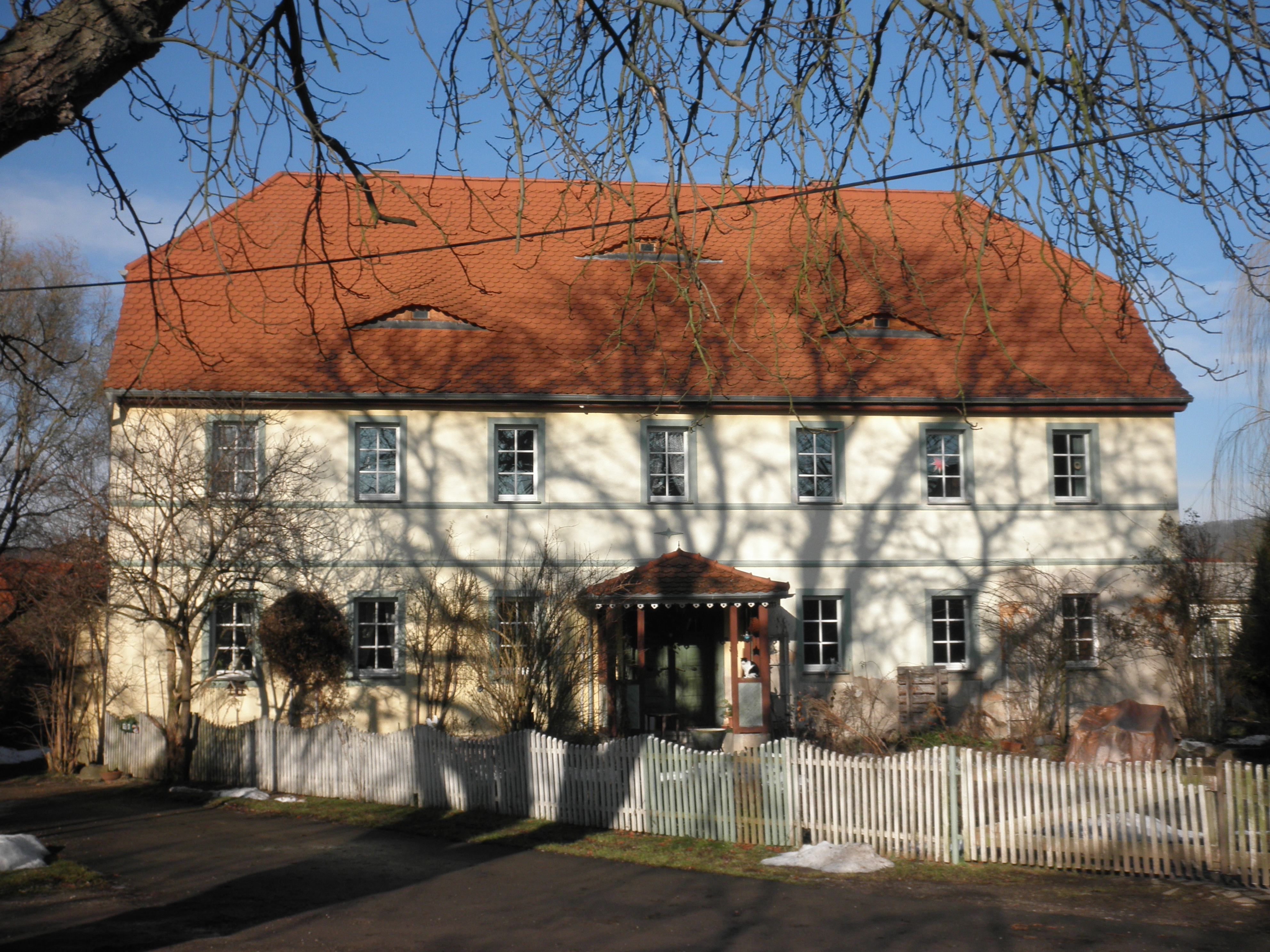
Haus in Großmonra

## Wirtschaft
In Großmonra wurde eine große Biogasanlage gebaut.

## Tourismus
- Ausgangspunkt und Zwischenstation für reizvolle Wanderungen mit weitem Blick ins Land
- Radweg und Wanderweg auf der Trasse der ehemaligen Finnebahn

## Vereine
- Sportverein "Am Meisel" e. V.
- Heimatverein "13-Hundert Großmonra" e. V.

## Söhne und Töchter
- Johann Friedrich Jacob Reichenbach (1760–1839), deutscher Altphilologe und Pädagoge
- Johann Gottfried Melos, Gymnasialprofessor